# Pantorhaestes assiduus
Pantorhaestes assiduus là một loài tò vò trong họ Ichneumonidae.